# NGC 3077
NGC 3077 je nepravidelná galaxie v souhvězdí Velké medvědice vzdálená od Země přibližně 12,4 milionů světelných let. Objevil ji William Herschel 8. listopadu 1801.

## Pozorování
Galaxie leží v severozápadním koutě Velké medvědice, asi 45′ jihovýchodně od galaxie Messier 81.
Blízko ní je hvězda 8. magnitudy. Ve středně velkém hvězdářském dalekohledu vypadá jako oválná mlhavá skvrnka s jasným středem.

## Vlastnosti
Je to nepravidelná galaxie, která svým vzhledem připomíná eliptickou galaxii. Řadí se mezi pekuliární galaxie, protože obsahuje rozptýlená prachová mračna a protože má aktivní galaktické jádro. Kvůli tomuto jádru ji Carl Seyfert omylem zařadil mezi Seyfertovy galaxie.

## Skupina galaxií

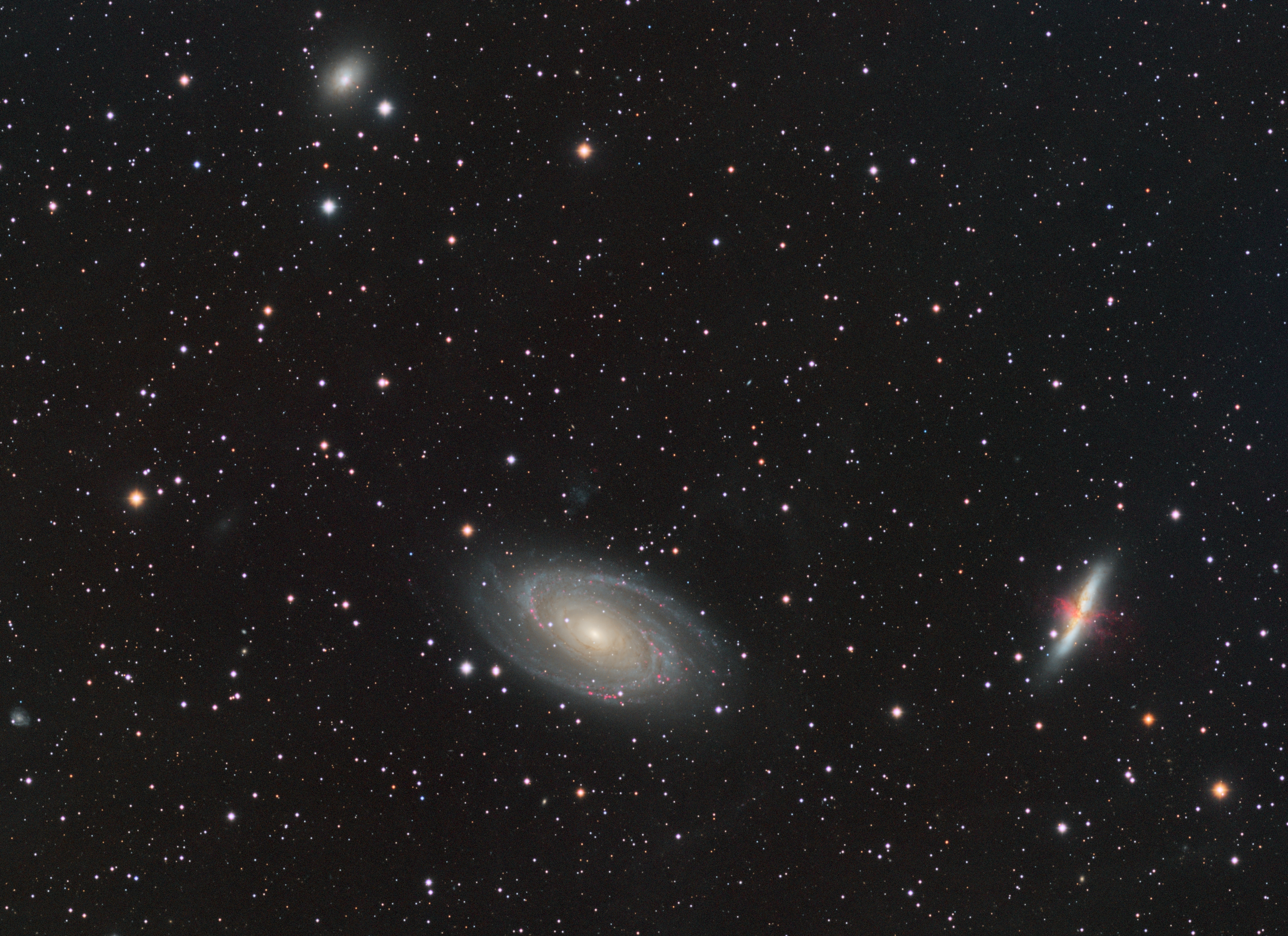
Amatérský snímek zachycující NGC 3077 (vlevo nahoře), M81 (uprostřed) a M82 (vpravo)

NGC 3077 je menším členem skupiny galaxií M81, která se nachází ve vzdálenosti přibližně 11,7 Mly (3,6 Mpc) od Země.